# Плетений Ташлик (річка)
Пле́тений Ташли́к — річка в Україні, у межах Маловисківського та Новоукраїнського районів Кіровоградської області. Права притока Чорного Ташлику (басейн Південного Бугу).

## Розташування
Річка бере початок на південний схід від села Олександрівки. Тече переважно на південний захід. Впадає до Чорного Ташлику між селами Новоолександрівкою та Звірівкою, що на північний захід від міста Новоукраїнки.

## Опис
Довжина річки 31 км, площа басейну 405 км². Долина коритоподібна, зі схилами, розчленованими ярами та балками. Річище звивисте. Похил річки 2,2 м/км. Споруджено декілька ставків. 
Притоки: Буки (права) і невеликі потічки. 
- У долині річки розташовані заказники Войнівський та Плетений Ташлик.